# Качалов, Владимир Николаевич
Влади́мир Никола́евич Кача́лов (1864, Хвалевское —1941, Ленинград) — камергер Высочайшего Двора, управляющий царскими имениями в Крыму, строитель и управляющий Ливадийского дворца в Крыму, управляющий дворцом Массандра. Строитель Главных Массандровских Винных Подвалов.

## Биография
Владимир Николаевич Качалов родился в 1864 году в усадьбе Хвалевское. Сын Н. А. Качалова и Александры Павловны Долгово-Сабуровой.
Камергер Высочайшего Двора, управляющий дворцом Массандра. В 1894 году строитель Главных Массандровских Винных Подвалов.
Управляющий имениями Удельного ведомства на ЮБК. Во время русской революции 1905-1907 произошёл казус. Полковник И. А. Думбадзе, известный монархист и черносотенец, ялтинский военный губернатор, боролся с революционерами полицейским террором, а с либералами высылкой из ЮБК. Князь В. А. Оболенский вспоминал: "Даже управляющий удельными имениями Качалов, чем-то не понравившийся Думбадзе, бьл выслан из Ялты в 24 часа. Впрочем, благодаря придворным связям он смог скоро вернуться."
В 1910 году строитель и управляющий Ливадийского дворца в Крыму.
Женат на Иде Густавовне Трауман (1866—1941) Умер в день похорон своей супруги «от голода и тоски» в Ленинграде во время блокады (1941).